# Кохання, що не сміє вимовити своє ім'я
Кохання, що не сміє вимовити своє ім'я (англ. The love that dare not speak its name) — фраза з вірша Лорда Альфреда Дуґласа «Два кохання» (англ. Two Loves), що був опублікований у 1894 році. Ця фраза згадувалася на судовому процесі Оскара Уайльда щодо «соромітської непристойності» і часто розцінювалась як евфемізм до слова гомосексуальність (хоча, Уайльд заперечував це)..
Вайлд так тлумачив цю фразу:
…це така велика прихильність старшого чоловіка до молодшого… В цьому немає нічого неприродного. Кохання це інтелектуальне і воно часто трапляється між старшим і молодшим чоловіком, коли старший має інтелект, а молодший — всі веселощі, сподівання та чарівність життя перед собою.
Деякі автори говорили, що ця фраза посилається на педерастію, радше аніж на чоловічу гомосексуальність взагалі.